# Gertrude Niesen
Gertrude Niesen (New York, 1911. július 8. –‎ Glendale, 1975. március 27.), amerikai énekesnő, színésznő.

## Pályafutása
Egy hajó fedélzetén született, amikor svéd apja és orosz anyja hazafelé igyekezett egy európai nyaralásáról. Niesen már gyerekként a színpadi karrierben reménykedett. Első fellépései vaudeville-ekben voltak. Niesen az 1930-as évek elején kezdett énekelni. A Roger Wolfe Kahn and His Orchestraval és Artie Shaw társaságában szerepelt egy rövidfilmben (1932).
A The Ex-Lax Big Show című rádióműsor (1933-1934) énekese volt, aztán a The Show Shop (1942) műsorvezetője volt az NBC-Blue-n.
Az 1930-as években lemezfelvételeket készített Victor, Columbia és Brunswick kiadók számára. 1933-ban vette a Smoke Gets in Your Eyes című dalt.
1934-ben szerepelt a Calling All Stars című Broadway musicalben és az 1936-os Ziegfeld Follies-ben. Broadway-szerepei közé tartozik még a Follow the Girls (1944) és a Take a Chance (1932) is.
Rendszeresen szerepelt vagy/és énekelt sok más filmben is, például Jackie Gleasonnal együtt a Follow the Girls című 1944-es musicalben, amelyben az egyik legismertebb dalát, az „I Want to Get Married”-t énekelte.
Az 1940-es években a Decca Records számára készített felvételeket, majd 1951-ben kiadott egy nagylemezt a Decca számára.
Az 1950-es évek elején számos rádióműsorban és a tévében is szerepelt. Hosszú betegség után 1975-ben halt meg.

## Albumok
- 1951: Gertrude Niesen
- 2000: My Best Wishes: 1933-1938 Issued Recordings
- 2002: I Wanna Get Married

## Filmek
Gertrude Niesen az IMDb-n
- Start Cheering (1938)
- Rookies on Parade (1941)
- This Is the Army (1943)
- Thumbs Up (1943)
- Duffy's Tavern (1945)
- The Babe Ruth Story (1948)

## További információ
- Gertrude Niesen az Internet Movie Database-ben (angolul)
- Gertrude Niesen a Rotten Tomatoeson (angolul)